# 10298 Jiangchuanhuang
A 10298 Jiangchuanhuang (ideiglenes jelöléssel (10298) 1988 SU2) a Naprendszer kisbolygóövében található aszteroida. Schelte J. Bus fedezte fel 1988. szeptember 16-án.

## Kapcsolódó szócikk
- Kisbolygók listája (10001–10500)